# عزلة عردن (إب)

تعديل مصدري - تعديل

عزلة عردن هي إحدى عزل مديرية العدين في محافظة إب اليمنية ويبلغ تعداد سكانها 14171 نسمة حسب التعداد السكاني في اليمن لعام 2004.

## روابط خارجية
- الجهاز المركزي للإحصاء بالجمهورية اليمنية
- المركز الوطني للمعلومات باليمن
- الدليل الشامل